# Midea rectalis
Midea rectalis är en fjärilsart som beskrevs av Walker 1863. Midea rectalis ingår i släktet Midea och familjen nattflyn. Inga underarter finns listade i Catalogue of Life.